# Shen Dao
Shen Dao (IV wiek p.n.e.), zwany honorowo Mistrzem Shen (慎子, Shenzi) – starożytny chiński filozof, jeden z czołowych reprezentantów szkoły legistów.
Pochodził z państwa Zhao, kształcił się jednak w akademii Jixia w państwie Qi, na którego dworze potem służył. Początkowo był reprezentantem taoizmu, później zwrócił się ku legizmowi.
Za główny czynnik potrzebny w polityce i sprawowaniu władzy uważał shi (勢), czyli autorytet. Z jego dzieła, zatytułowanego Shenzi, zachowały się jedynie fragmenty.